# Bahá'í giáo

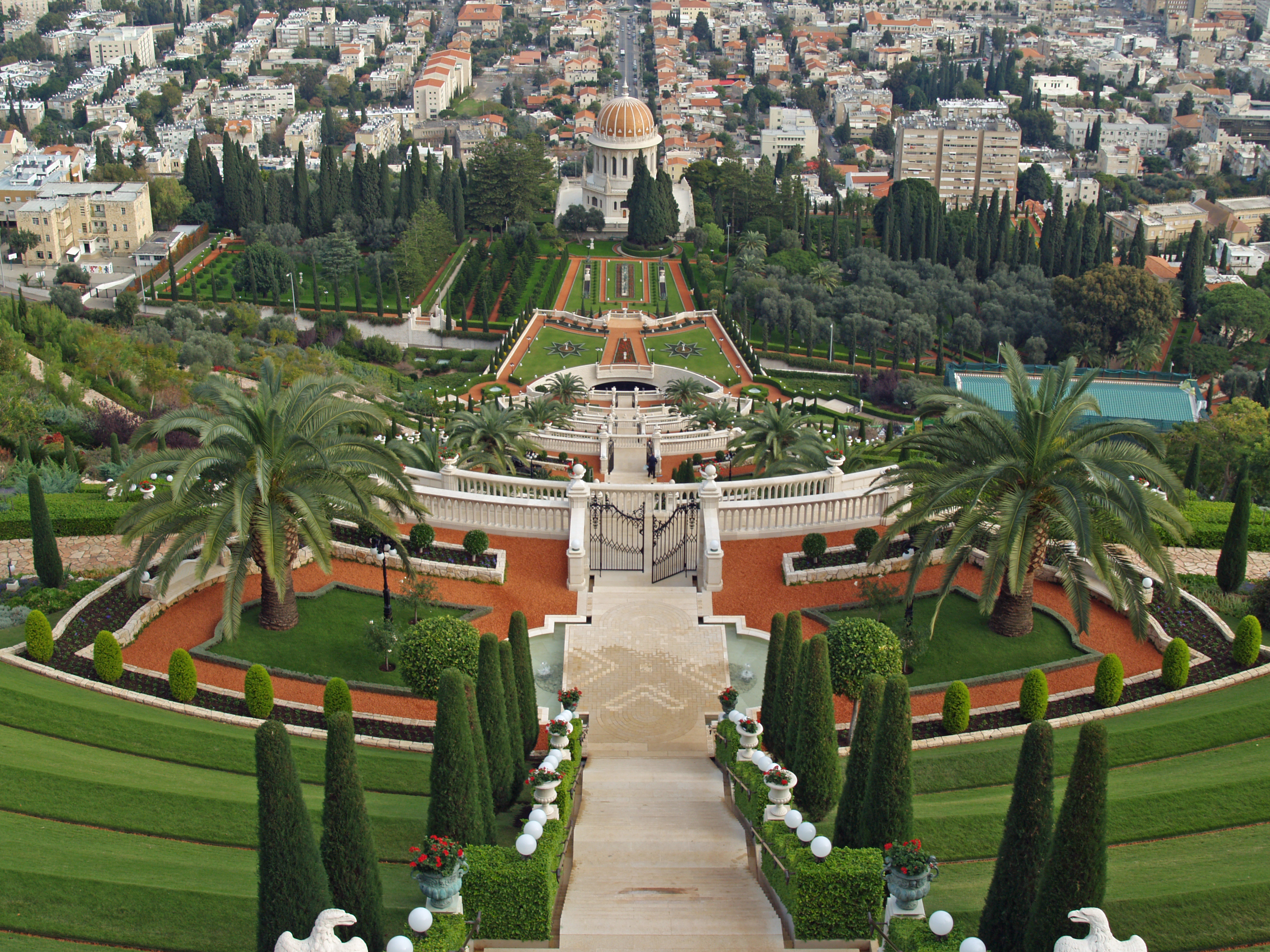
Vườn Baha'i ở Haifa, Israel

Baha'i là một tôn giáo có khoảng 5-7 triệu tín đồ ở khắp mọi nơi. Baha'i, theo cổ ngữ Ả Rập nghĩa là "người noi theo vinh quang (của Thượng đế)", ra đời năm 1863 tại Ba Tư (nay là Iran). Người sáng lập tôn giáo Baha'i là Baha'u'llah (1817-1892) (có nghĩa là vinh quang của Thượng đế). Tôn giáo Baha'i bắt nguồn từ phong trào tôn giáo Babi ra đời ở Ba Tư, kéo dài từ năm 1844-1852. Người sáng lập tôn giáo Babi là Báb, người đã tiên đoán sự xuất hiện của Baha'u'llah.
Baha'u'llah đã bị lưu đày khỏi Ba Tư tới Đế quốc Ottoman, nơi ông đã viết giáo lý của mình; Baha'u'llah cuối cùng đã bị lưu đày bởi chính quyền để Acre (Akko), nơi ông đã viết một số tác phẩm quan trọng nhất của mình. Năm 1892, ông qua đời ở Bahji. Khi Baha'u'llah qua đời, quyền lãnh tôn giáo Baha'i được truyền cho trưởng nam của ông là Abbas Effendi tức là Abdu'l-Baha. Trước khi chết, Abdu'l-Baha đã chỉ định cháu ngoại của mình là Shoghi Effendi làm Giáo hộ và thủ lĩnh tinh thần tôn giáo Baha'i. Sau khi Shoghi Effendi qua đời, nền quản trị được chuyển sang Toà Công lý Quốc tế, ngày nay là cơ quan Quản trị Tối cao của tôn giáo Baha'i.

## Giáo lý

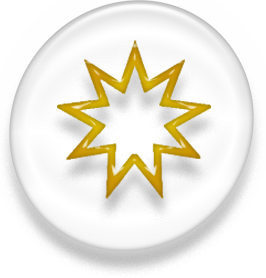
Biểu tượng của tôn giáo Baha'i

Người Baha'i tin rằng mục đích của đời sống là hiểu biết và tôn thờ Thượng đế, đồng thời xây dựng một nền văn minh tiến bộ không ngừng, thống nhất. Sự thống nhất thế giới là giai đoạn cuối trong cuộc tiến hóa của nhân loại tới chỗ trưởng thành, và sẽ được thực hiện dựa trên sự nhìn nhận của cá nhân về nguyên lý nhân loại thống nhất này như là nguyên lý tâm linh chủ yếu của đời sống hiện đại.
Người Baha'i tin rằng các tôn giáo lớn trên thế giới đều có nguồn gốc thiêng liêng chung, và tất cả đều do Thượng đế mặc khải ở những thời đại khác nhau tùy theo nhu cầu và khả năng tiến hóa của loài người. Vì vậy, sứ giả của Thượng đế như Moses, Chúa Giê-xu và Muhammad đã được gửi vào các thời điểm khác nhau trong lịch sử với giáo lý khác nhau để phù hợp với nhu cầu thay đổi xã hội, nó còn đem lại cơ tin nhắn cùng.
Không có tu sỹ trong tôn giáo Baha'i. Trách nhiệm học tập và thực hành tôn giáo thuộc về mỗi tín đồ. Mỗi tín đồ được khuyến khích đọc các bài kinh thiêng liêng hàng ngày và cầu nguyện suy ngẫm về họ, để hiểu sâu hơn về giáo lý của Bahá'í.
Những buổi họp địa phương do hội đồng tinh thần địa phương tổ chức. Buổi họp gồm có cầu nguyện, học hỏi giáo lý, thảo luận, những hoạt động xã hội, dự các ngày thánh lễ. Quan trọng hơn cả là "Lễ 19 ngày" trong đó có những buổi cầu nguyện, quản trị hội thánh và những hoạt động xã hội liên hệ.

## Lịch sử

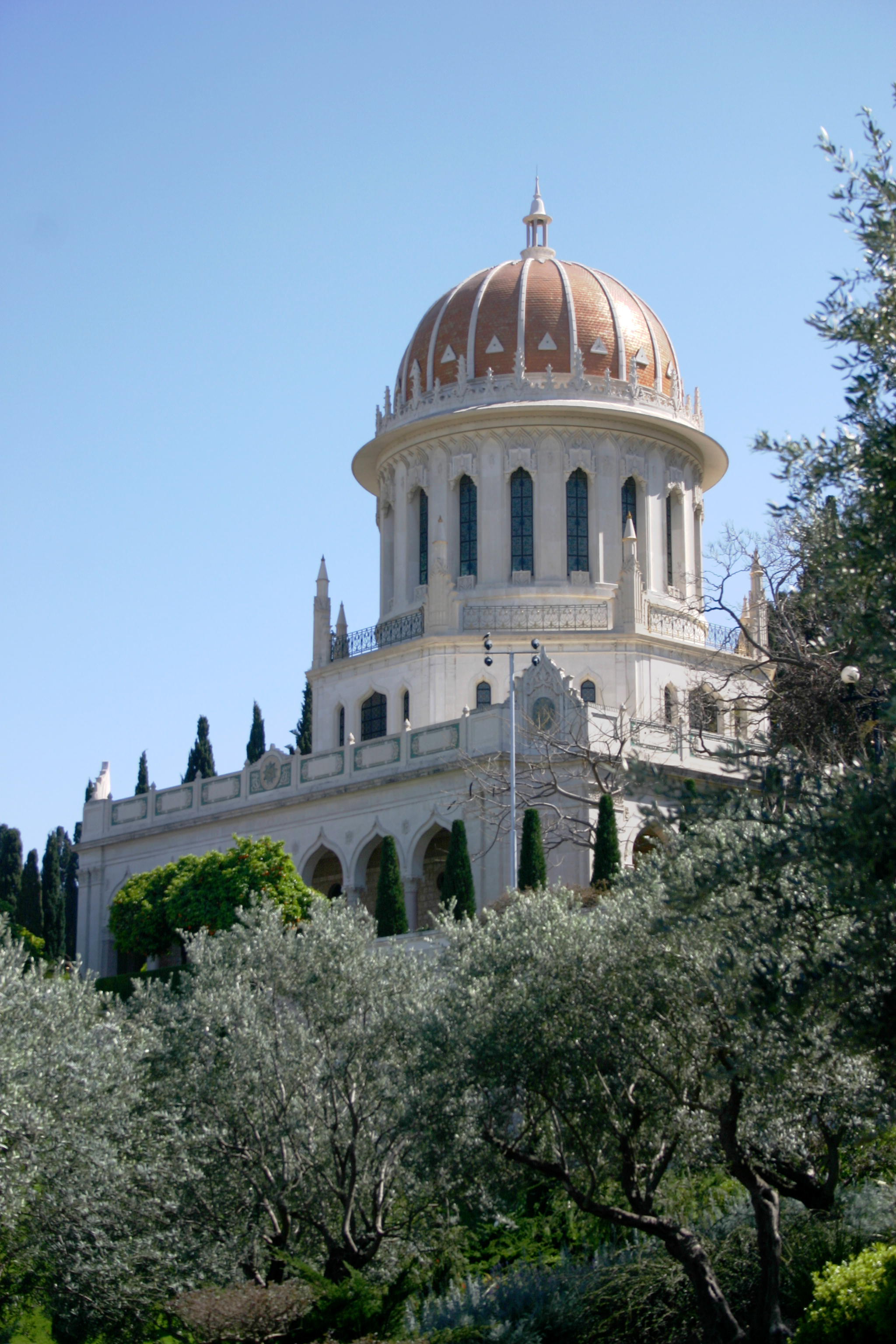
Lăng mộ và đền thờ của Bab ở Haifa, Israel

Tôn giáo Baha'i bắt đầu ở Ba Tư vào giữa thế kỷ 19, nguồn từ phong trào tôn giáo Babi, kéo dài từ năm 1844-1852. Người sáng lập tôn giáo Babi là Siyyid Ali Muhammad, được gọi là Bab (nghĩa là cái Cửa). Bab đã tuyên bố là Mahdi, người đã hứa với Hồi giáo Shia. Vì lý do này, Bab đã bị giam giữ và những người theo tôn giáo Babi bị bức hại. Bab chết do bị hành quyết bởi một đội bắn vào năm 1850. Thi thể của Bab được tín đồ cất giấu trong nhiều năm sau khi ông qua đời, và cuối cùng, vẫn được bí mật đưa vào Đất Thánh. Trong một lần thăm viếng của ông đến Haifa vào năm 1890, Baha'u'llah chỉ ra cho con trai của ông tại chỗ trên núi Carmel, nơi thi thể của Bab nên được chôn cất.
Mirza Husayn Ali, tức là Baha'u'llah, là một người theo tôn giáo Babi nổi tiếng vì đức hạnh và trí tuệ của mình. Năm 1853, trong thời gian bức hại, Baha'u'llah bị bỏ tù trong một hố ở Tehran cùng với một số tín đồ khác của Bab. Trong nhà tù này, Baha'u'llah nhận được một sự mặc khải thần linh rằng ông là người mà Bab đã báo trước.
Baha'u'llah đã bị lưu đày khỏi Ba Tư tới Đế quốc Ottoman, nơi ông đã viết giáo lý của mình; Baha'u'llah cuối cùng đã bị lưu đày bởi chính quyền để Acre (Akko), nơi ông đã viết một số tác phẩm quan trọng nhất của mình. Năm 1892, ông qua đời ở Bahji. Khi Baha'u'llah qua đời, quyền lãnh tôn giáo Baha'i được truyền cho trưởng nam của ông là Abbas Effendi tức là Abdu'l-Baha (1844 - 1921) (nghĩa là tôi tớ của Thượng đế). Trước khi chết, Abdu'l-Baha đã chỉ định cháu ngoại của mình là Shoghi Effendi (1897 - 1957) làm Giáo hộ và thủ lĩnh tinh thần tôn giáo Baha'i. Sau khi Shoghi Effendi qua đời, nền quản trị được chuyển sang Toà Công lý Quốc tế, từ đây tôn giáo Baha'i đã hình thành và phát triển.
Năm 1948, cộng đồng Baha'i quốc tế được chính thức chấp nhận tại Liên Hợp Quốc là một tổ chức phi Chính phủ, hoạt động trong lĩnh vực hỗ trợ phát triển. Đến tháng 5 năm 1970, tham gia trên cương vị tư vấn tại Hội đồng kinh tế - xã hội Liên hợp quốc (ECOSOC). Đại diện tôn giáo Baha'i đã được bầu là Chủ tịch các Uỷ ban của Tổ chức phi Chính phủ tại Liên hợp quốc. Ngoài ra, cộng đồng Baha'i quốc tế có quan hệ chặt chẽ với các tổ chức khác của Liên hợp quốc như: Tổ chức Y tế Thế giới (WHO), Chương trình môi trường của Liên hợp quốc (UNEP), Quỹ trẻ em của Liên hợp quốc (UNICEF) và đặc biệt là năm 1991, Quỹ phát triển vì Phụ nữ của Liên hợp quốc (UNIFEM) đã tài trợ cho cộng đồng Baha'i quốc tế trong một dự án sử dụng các phương tiện truyền thông để thúc đẩy sự tiến bộ của phụ nữ...

### Số tín đồ

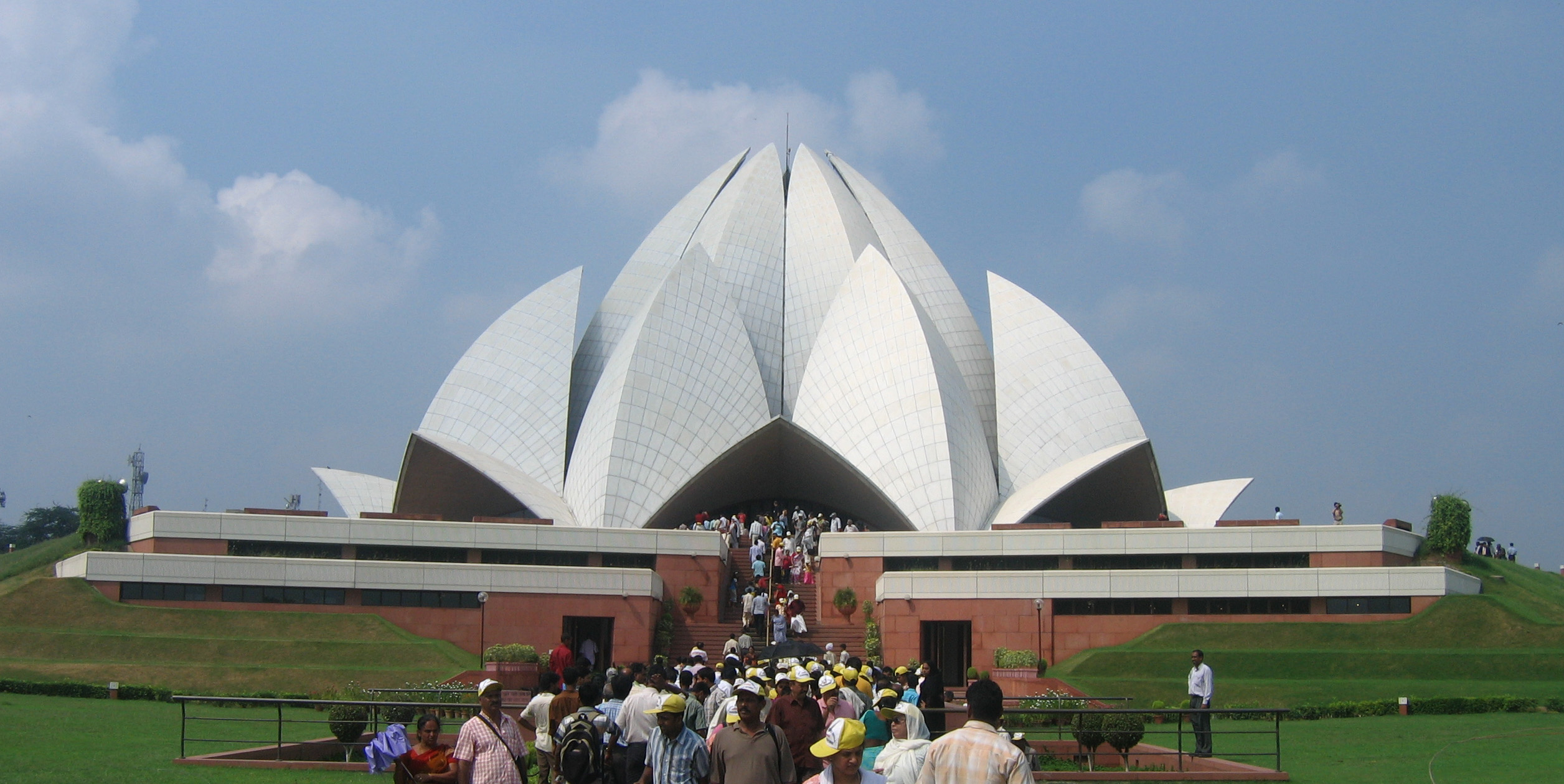
Đền Hoa Sen, một đền thờ Baha'i ở Delhi, Ấn Độ.

Trước những năm 1950, tôn giáo Baha'i có tín đồ ở phần lớn các nước Hồi giáo; trên 90% tín đồ Baha'i là người Iran, nhưng hiện nay chỉ chiếm khoảng 6% tổng số tín đồ trên thế giới. Ấn Độ là quốc gia có số lượng tín đồ Baha'i đông nhất thế giới, khoảng hơn 2 triệu người. Có những nghiên cứu cho rằng, phần lớn các tín đồ Baha'i trong các nước thuộc thế giới thứ ba là nông dân và công nhân ở đô thị, còn ở các nước Tây Âu thì tín đồ Baha'i phần lớn là thuộc tầng lớp trung lưu da trắng.
Năm 1921, tín đồ Baha'i có ở 35 nước trên thế giới. Năm 1990, có 4,9 triệu tín đồ ở 214 quốc gia và vùng lãnh thổ bao gồm đại diện gần 2.000 sắc tộc và bộ lạc trên thế giới. Năm 2000, có hơn 5 triệu tín đồ ở 235 quốc gia và vùng lãnh thổ.
Đến nay (năm 2010), có khoảng 7 triệu tín đồ ở 235 quốc gia và vùng lãnh thổ, thuộc hơn 2.100 sắc tộc.

## Hệ thống

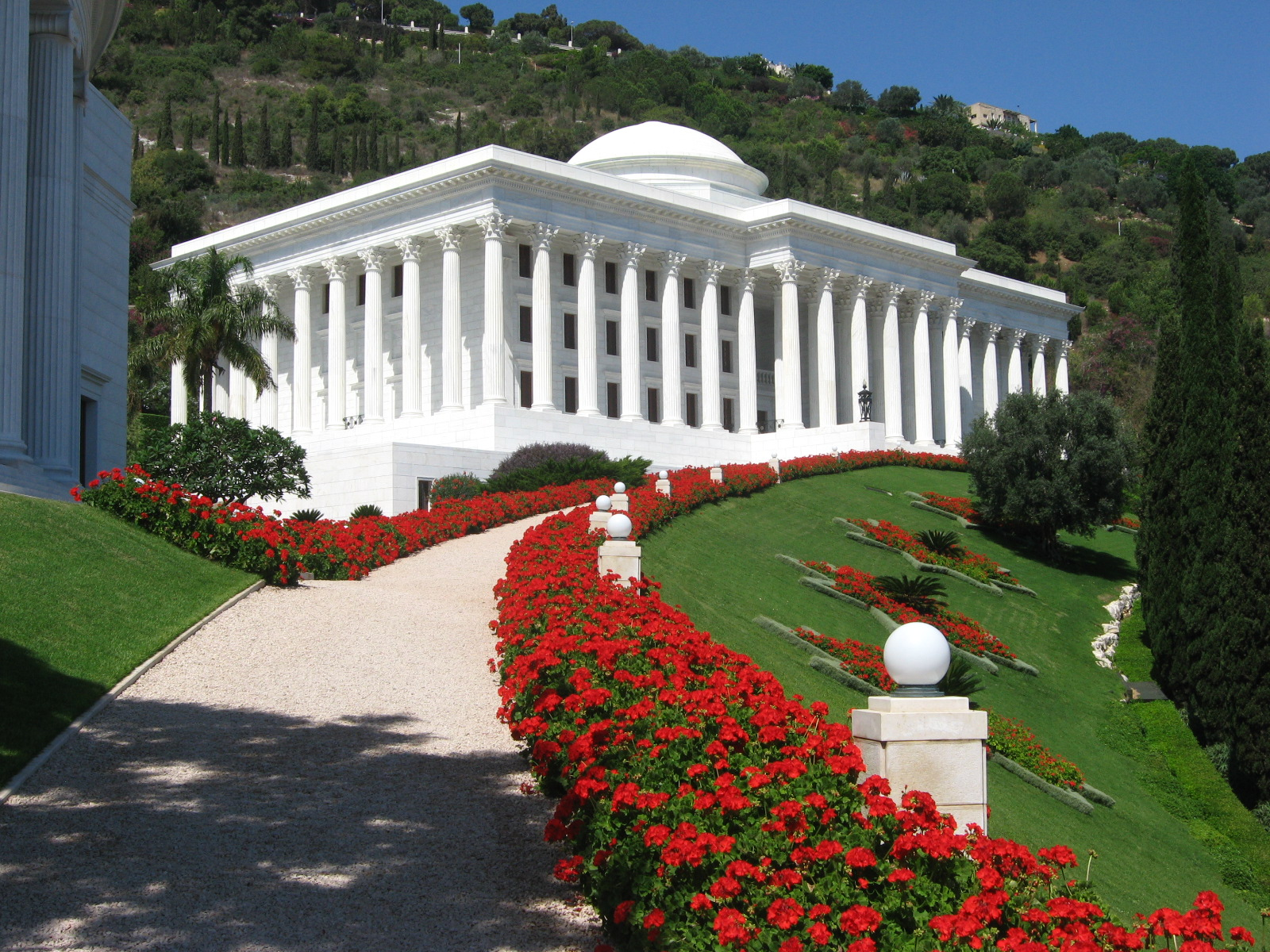
Chỗ ngồi của Toà Công lý Quốc tế, cơ quan cao nhất của Baha'i ở Haifa, Israel

Ngày nay, Tòa Công lý Quốc tế là cơ quan quản trị tối cao của tôn giáo Baha'i do Baha'u'llah thiết định trong thánh kinh Kitab-i-Aqdas. Tòa có chín ủy viên, được đại hội đại biểu Quốc tế bầu lên với nhiệm kỳ năm năm. Abdu'l-Baha bổ nhiệm cháu nội của mình, Shoghi Effendi, làm Đức Giáo hộ. Tòa Giáo hộ và Toà Công lý Quốc tế hoạt động cùng nhau, thực hiện các chức năng giải thích tôn giáo và luật pháp. Đức Giáo hộ không có con và người không chỉ định ai trong thân tộc Baha'u'llah để làm người kế vị, do đó không có Đức Giáo hộ kế tiếp. Tuy nhiên cơ cấu Toà Giáo hộ vẫn tiếp tục tồn tại qua cơ cấu Giáo thủ.

### Những hội đồng tinh thần
Bên cạnh hệ thống thống nhất trên, tôn giáo Baha'i còn có một hệ thống dân chủ, đó là các hội đồng tinh thần được bầu cử bằng phiếu kín. Nhiệm vụ và quyền hạn của Hội đồng tinh thần là lo việc truyền giáo, tổ chức các cuộc lễ, các lớp giáo lý, các cuộc họp, các thánh lễ, in ấn kinh sách, kiểm duyệt các ấn phẩm về tôn giáo Baha'i, giải quyết các vấn đề liên quan tới đời sống tín đồ, bảo vệ Đức tin, nhắc nhở tín đồ trong cộng đồng tuân thủ các luật lệ tôn giáo, chính sách, pháp luật của nhà nước, tổ chức công tác từ thiện xã hội, đảm nhận vấn đề Quỹ của đạo và chỉ định các tín đồ vào các Uỷ ban đặc biệt để giúp việc cho Hội đồng.
Hội đồng tinh thần của tôn giáo Baha'i ở 3 cấp đều được bầu bằng phiếu kín, không ứng cử, đề cử. Mỗi tín đồ được ghi một danh sách gồm tín đồ tôn giáo Baha'i trưởng thành trong cộng đồng mà mình xét thấy có đủ đức tính tốt, có khả năng và kinh nghiệm, sau khi kiểm phiếu, 9 người có số phiếu cao nhất sẽ được đắc cử vào Hội đồng tinh thần. Bên cạnh Hội đồng tinh thần 3 cấp là những nhóm cá nhân có vai trò làm cố vấn, là những người có tài năng, kinh nghiệm được chỉ định để làm tư vấn cho các Hội đồng tinh thần và các tín đồ.

## Tại Việt Nam

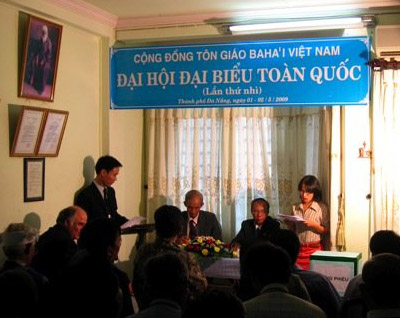
Đại hội đại biểu Cộng đồng tôn giáo Baha'i tại Đà Nẵng, năm 2009.

Tôn giáo Bahá'í được giới thiệu lần đầu tiên vào Việt Nam trong những năm 1920, sau khi Abdu'l-Baha đặt tên Đông Dương thuộc Pháp làm điểm đến tiềm năng cho giáo viên của Baha'i. Sau một số chuyến viếng thăm ngắn từ các giáo viên du lịch trong suốt nửa đầu của thế kỷ 20, nhóm Bahá'i đầu tiên ở Việt Nam được thành lập tại Sài Gòn vào năm 1954, với sự xuất hiện của Shirin Fozdar, một nữ tín đồ người Ấn Độ.
Những năm 1950 và 1960 được đánh dấu bởi những thời kỳ tăng trưởng nhanh; Mặc dù cuộc chiến đang diễn ra đang ảnh hưởng đến đất nước, dân số Bahá'i đã lên tới khoảng 95.000 người ủng hộ vào năm 1975, với một số ước tính đạt 200.000 người. Sau khi kết thúc chiến tranh, Tôn giáo Bahá'í đã bị cấm từ năm 1978 đến năm 1992, dẫn đến sự sụt giảm số lượng cộng đồng. Cuối cùng, những hạn chế đã được nới lỏng và cộng đồng Baha'i đã có thể nộp đơn xin công nhận chính thức.
Tôn giáo Baha'i Việt Nam được chứng nhận đặng ký hoạt động tôn giáo từ tháng 3 năm 2007. Ngày 21 tháng 3 năm 2008, Cộng đồng tôn giáo Baha'i Việt Nam đã tiến hành tổ chức Đại hội đại biểu lần thứ nhất để bầu Hội đồng Tinh thần tôn giáo Baha'i Việt Nam và thông qua Hiến chương, chương trình hoạt động của đạo. Ngày 14 tháng 7 năm 2008, thừa ủy quyền của Thủ tướng Chính phủ, Trưởng ban Ban Tôn giáo Chính phủ Việt Nam đã ký quyết định công nhận tổ chức đối với Cộng đồng tôn giáo Bahá'í Việt Nam. Hiện nay có hơn 8.000 tín đồ Baha'i phân bố ở 45 tỉnh/thành phố.

## Hình ảnh

### Những hoạt động Baha'i

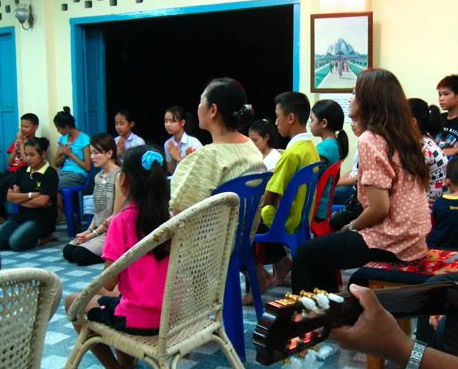
Cộng đồng Baha'i ở Lào.
- Những trường học Baha'i ở Ấn Độ và Nepal.
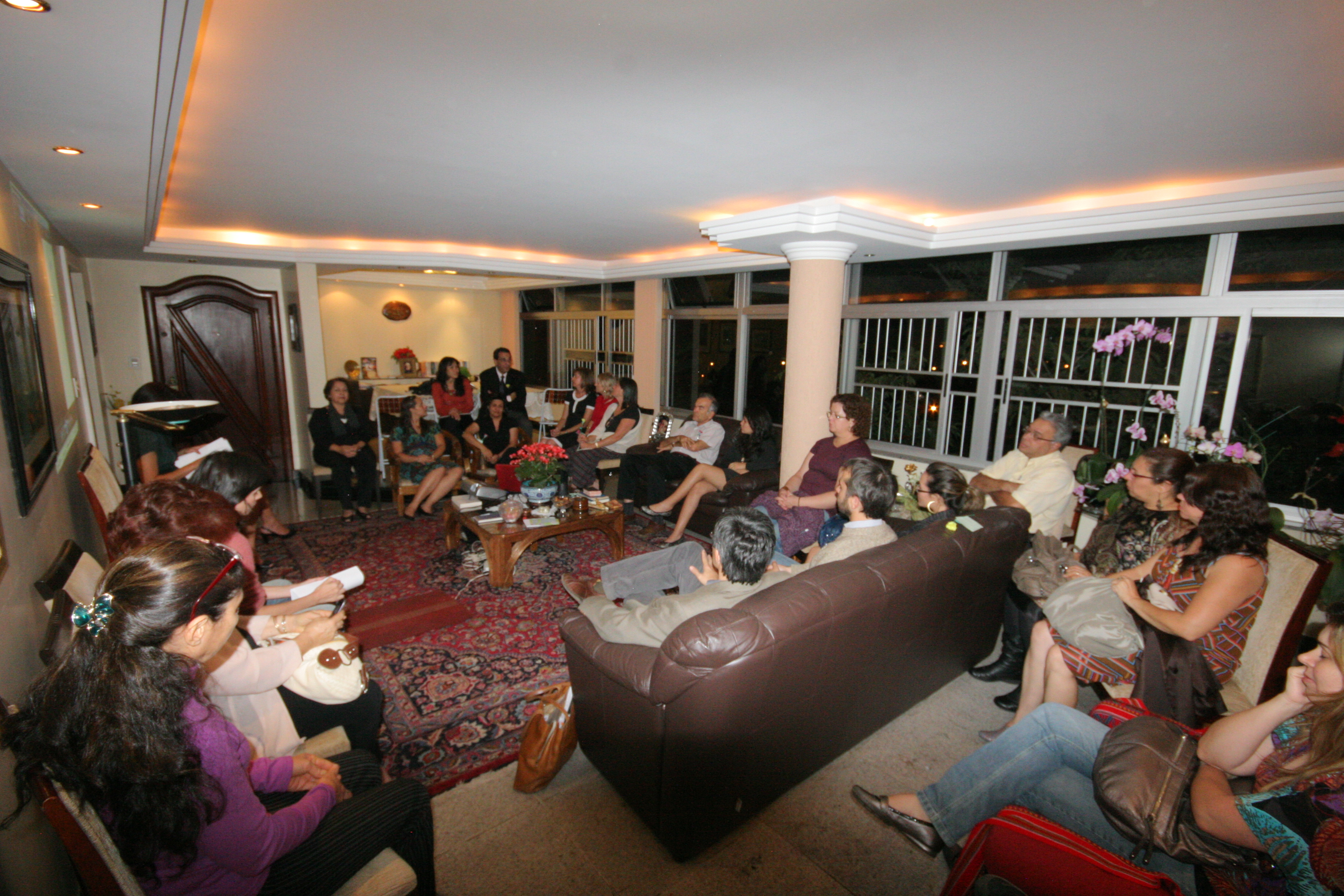
Một số tín đồ Baha'i ở Brasil.
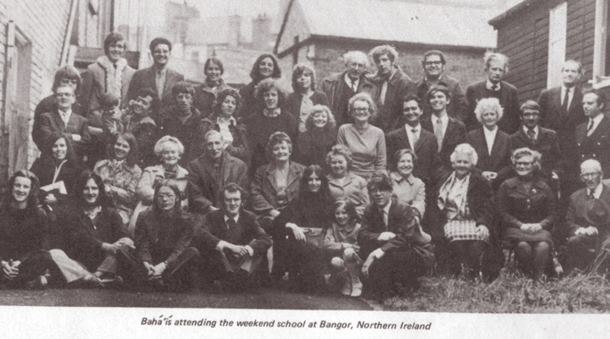
Cộng đồng Baha'i của Bangor, Anh, năm 1972.
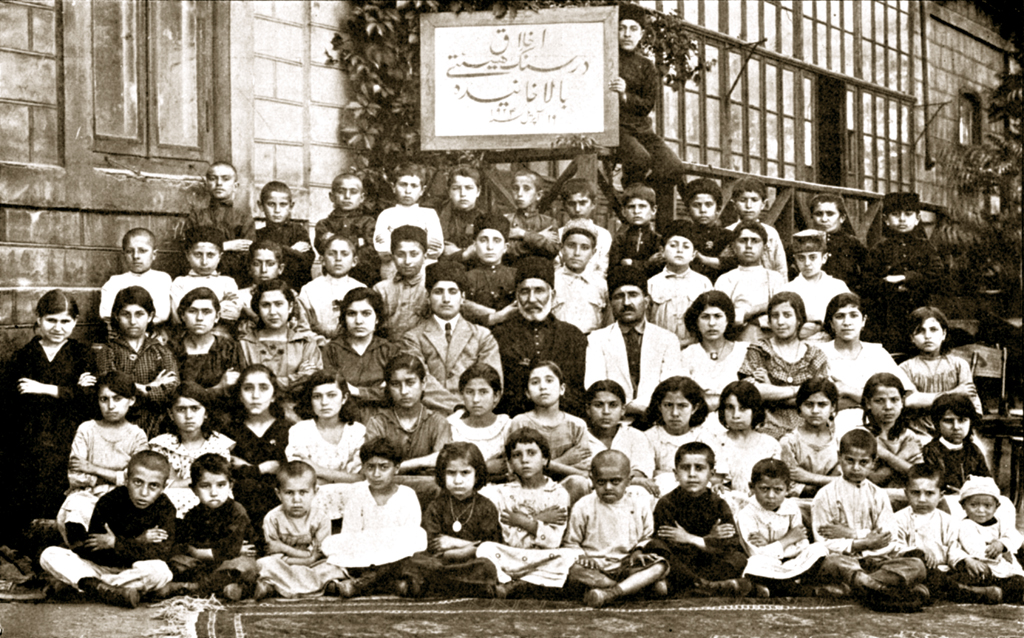
Lớp thiếu nhi Baha'i tại Baku, Nga, năm 1926.

### Những đền thờ và trung tâm Baha'i

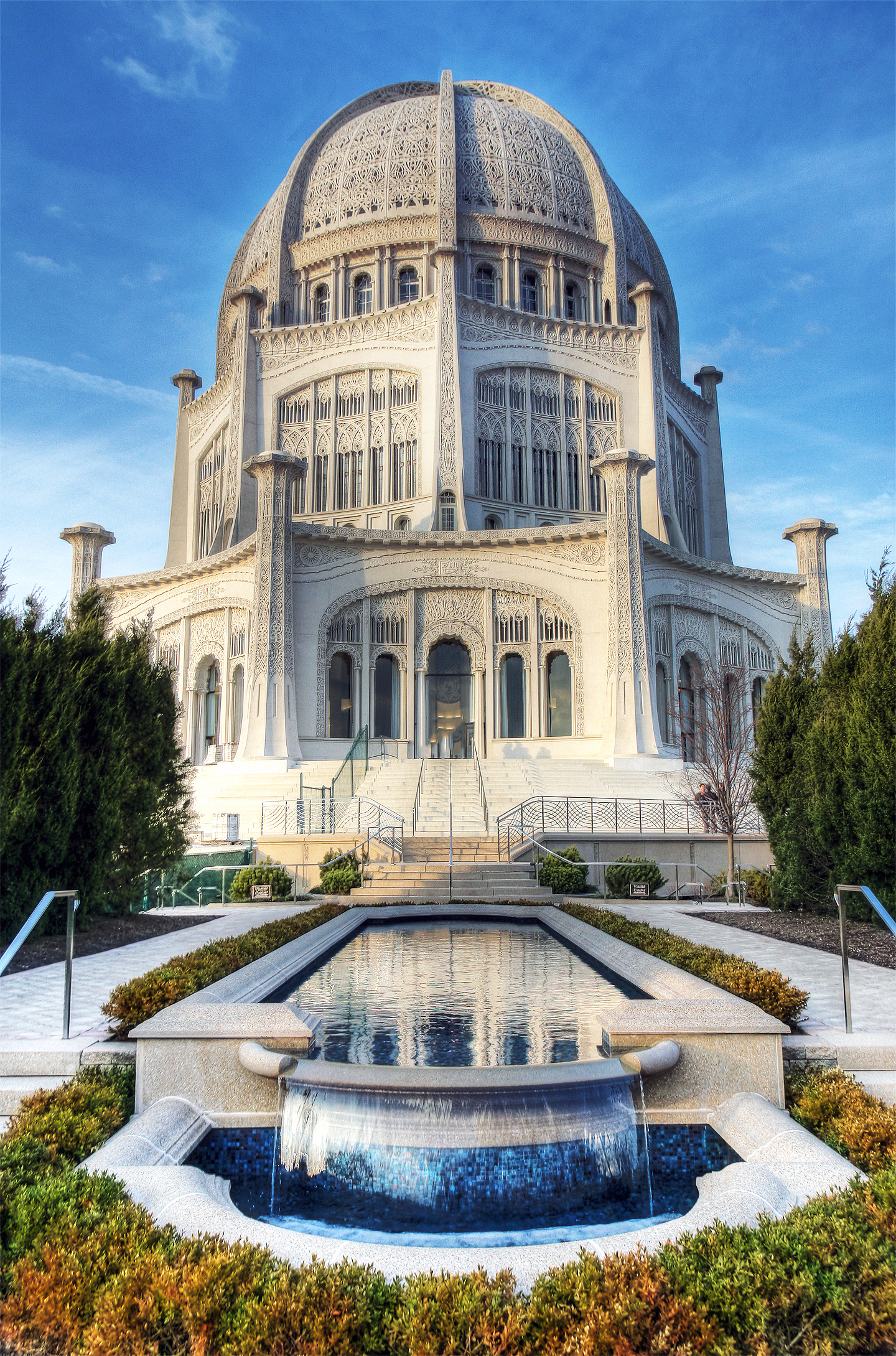
Đền thờ Baha'i ở Chicago (Wilmette), Mỹ.
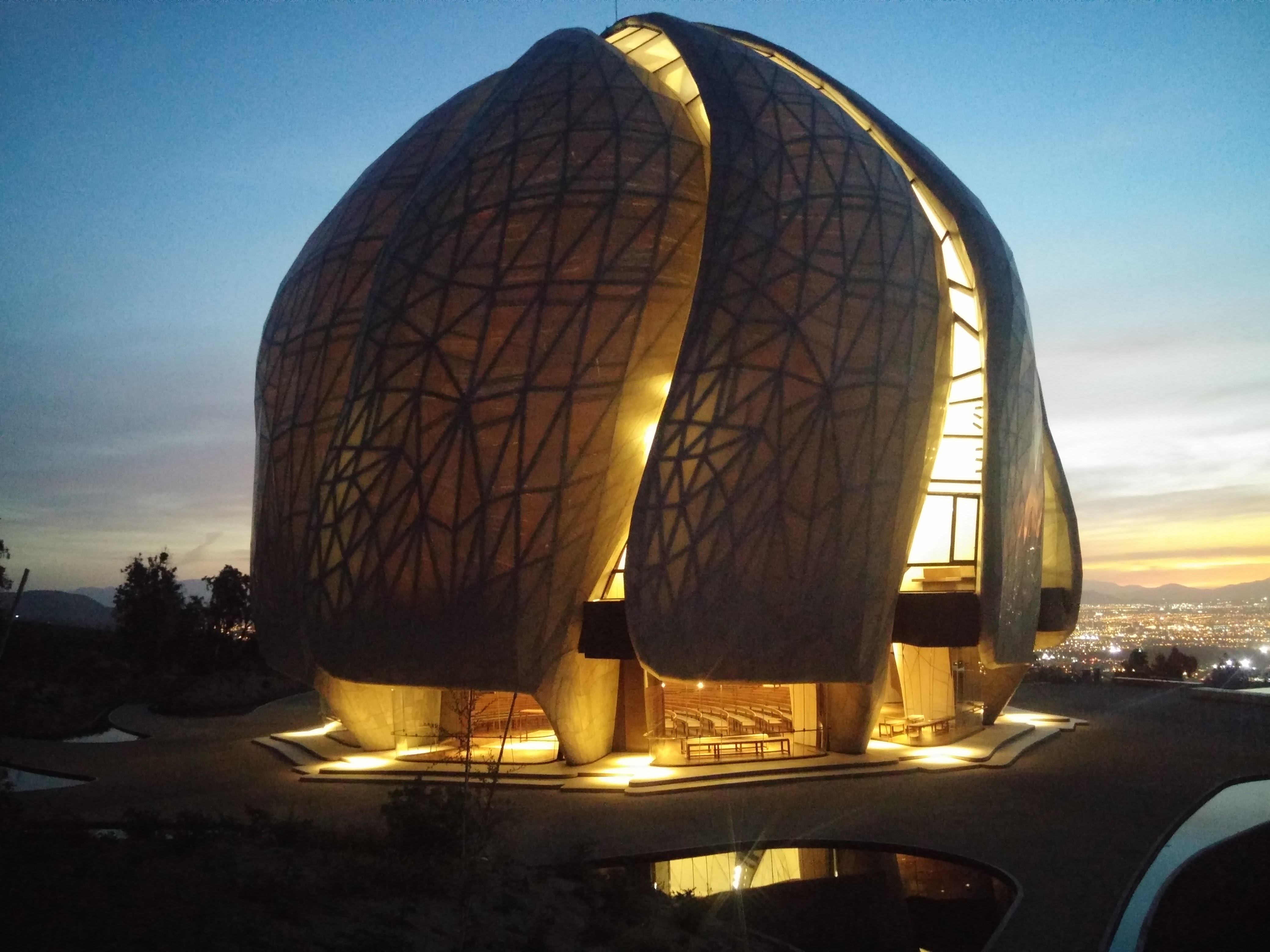
Đền thờ Baha'i ở Santiago, Chile.
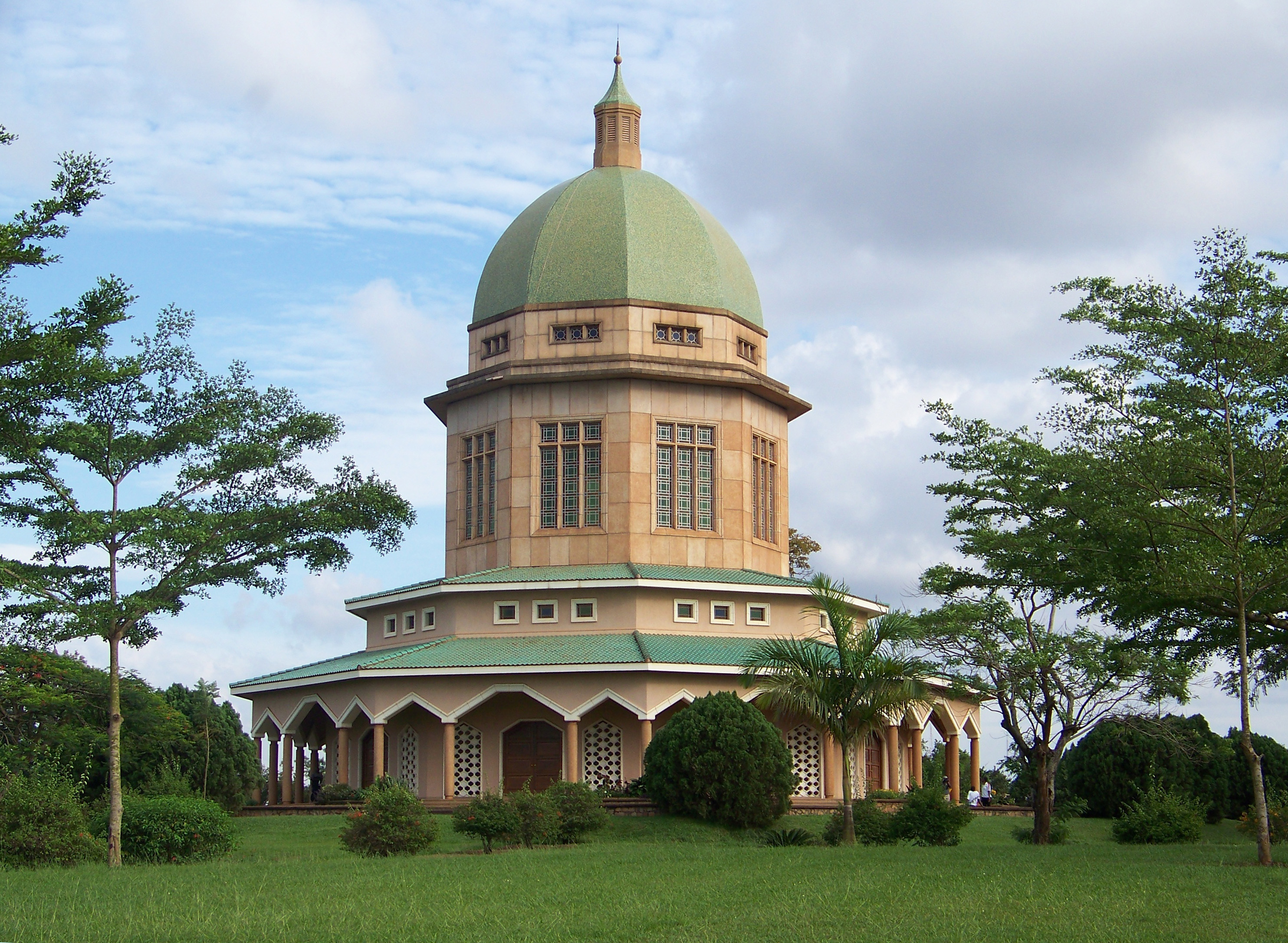
Đền thờ Baha'i ở Kampala, Uganda.
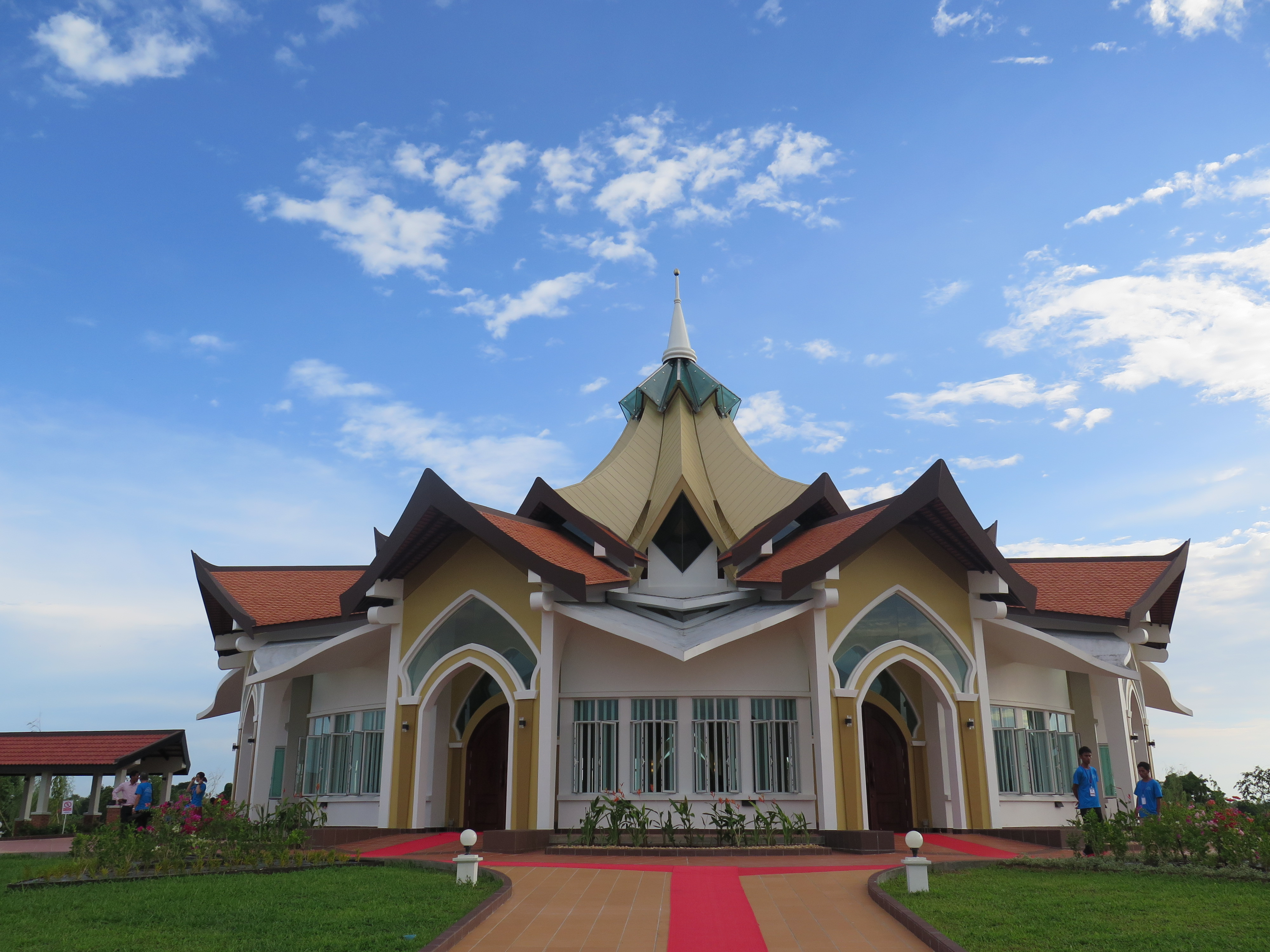
Đền thờ Baha'i ở Battambang, Campuchia.
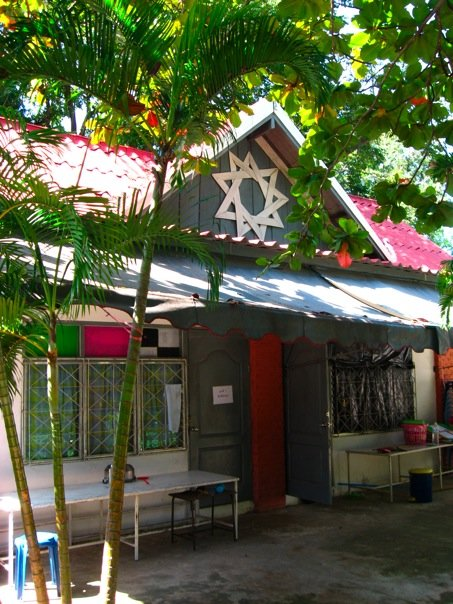
Một trường học Baha'i ở Thái Lan.
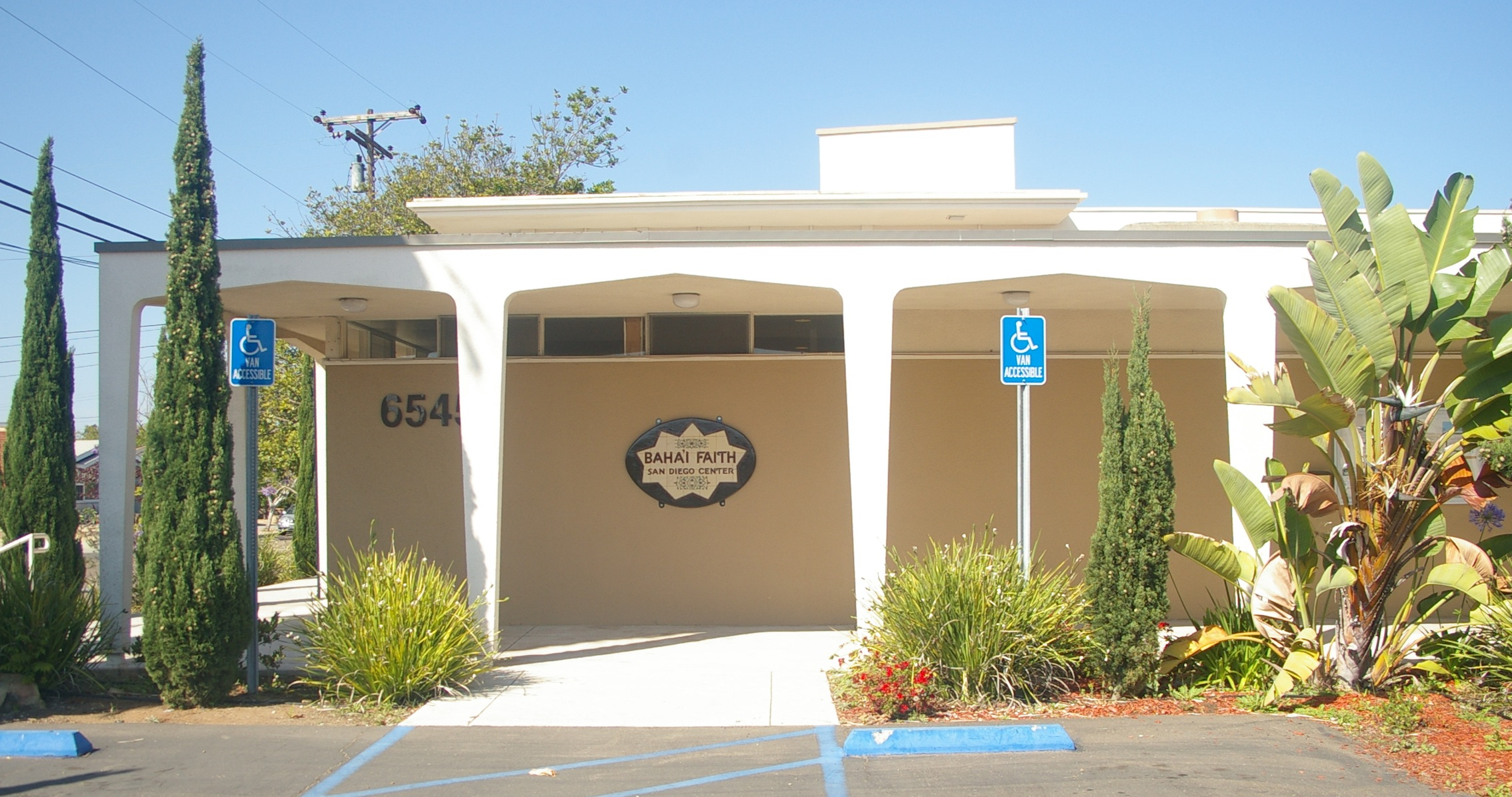
Trung tâm Bahá'í ở San Diego, Mỹ.